# 381

## Evenimente
- Are loc Sinodul al II-lea ecumenic de la Constantinopol.

## Decese
- 25 ianuarie: Athanaric, rege vizigot (n. ?)